# Porto Ceresio
Porto Ceresio (lombardul: Pòrt Ceresi) település Olaszországban, Varese megyében. Lakosainak száma 2854 fő (2023. január 1.). Porto Ceresio Besano, Cuasso al Monte, Brusimpiano, Brusino Arsizio, Mendrisio és Morcote községekkel határos.

## Népesség
A település népességének változása:
| Lakosok száma | 2906 | 2940 | 2854 |
|               | 2017 | 2018 | 2023 |